# 御夫座AB b
御夫座AB b（或 AB Aur b）是一顆由直接影像發現的原行星，它嵌入年輕的赫比格Ae/Be星御夫座AB的原行星盤內。該系統距離地球約508光年：御座AB b與主星的投影距離約為93AU。御夫座AB b是第一顆被證實的直接成像，且仍然嵌入行星形成的原始氣體和塵埃中的系外行星。它也可能為盤不穩定性形成氣態巨行星提供證據。

## 發現
御夫座AB b是由塞尼·居禮（英語：Thayne Currie）、凱倫·勞森（英語：Kellen Lawson）和格倫·施奈德（英語：Glenn Schneider）領導的團隊使用哈伯太空望遠鏡（HST）和在夏威夷 毛納基亞的昴星團望遠鏡發現的。昴星團望遠鏡的數據利用天文台的調適光學系統SCExAO來校正大氣模糊，並利用CHARIS積分場攝譜儀記錄御夫座AB b在不同近紅外波長下的亮度測量值。御夫座AB b的位置與用ALMA探測到的解釋CO氣體螺旋所需的一顆大質量原行星的預測位置一致，並且於ALMA數據中看到塵埃環內部卵石大小的連續體。該原行星最初於2016年被探測到：該團隊最初認為，訊號識別出了御夫座AB的原行星盤的一部分，而不是一顆新形成的行星。然而，在接下來的四年裡，昴星團望遠鏡隨後獲得的SCExAO/CHARIS資料顯示，御夫座AB b的光譜與原行星盤的光譜不同，其溫度與新生行星的預測值相似。2007年，HST使用新的STIS儀器進行的一次探測，和現已退役的NICMOS儀器進行的檔案探測，證實了昴星團望遠鏡數據中的證據，即御夫座AB b是繞著恒星運行，而不是一個靜態特徵。

## 發射源、形態和軌道特性
用SCExAO/CHARIS在1.1和2.4微米之間的近紅外波長中檢測到御夫座AB b，用HST/NICMOS在1.1微米處檢測到AB，用HST/STIS在未經濾鏡的光學數據中也檢測到御夫座AB b。CHARIS和NICMOS的數據將御夫座AB b解釋為木星質量9至12的天體，與半徑約為木星半徑2.75倍是一致的。在SCExAO後端的VAMPIRES儀器也在H-alpha中檢測到了它，然而尚不清楚這種檢測是源於原行星本身還是周圍的散射光。 
御夫座AB b的排放源正在積極調查中。它被探測到的H-α可能是由於活躍的吸積或散射光。這篇發現論文使用一個複合模型來匹配原行星的發射，該模型由2000–2500 K的熱分量組成。該熱分量的探測由CHARIS和NICMOS負責，STIS也有助於磁層吸積的探測。御夫座AB b也在多個其他狹窄的UV光學通帶中被檢測到。對這些數據的分析表明，至少它的光發射也與粒子的光散射一致。
該原行星看起來是一個明亮的空間擴展源，距離恆星約0.6角秒（約93天文單位），這與所有其它直接成像行星的點源性質形成了對比。這種形態可能是由於來自御夫座AB b的光被恆星的原行星盤攔截和再處理（加工）。由於與恆星的距離很大，御夫座AB b的軌道沒有受到很好的約束，使它在偏振光中沒有被清楚地檢測為集中源。到目前為止的建模表明，原行星的軌道與我們的視線傾斜約43度，可能與恆星的原行星盤共面。

## 組成
氣態巨行星形成的經典模型，核心吸積，使在御夫座AB b與主星相距甚遠的地方形成大質量氣態巨行星有很大困難。相反的，御夫座AB b可能是由盤（引力）不穩定性形成的，當恆星周圍的大質量圓盤冷卻時，重力會導致圓盤迅速分解成一個或多個行星質量碎片。御夫座AB原行星盤中的眾多旋臂與星盤不穩定性形成行星的模型一致。

## 在流行文化中
該系統御夫座AB這個系統在2021年的電影《Don't Look Up》中短暫出現在昴星團的觀測過程中，然而在顯示的影像上看不到這顆圓行星。